# تجمعات محافظة درعا السكانية
محافظة درعا المحافظة السورية العاشرة من حيث عدد السكان بتعداد قدره (1,085,000) نسمة يشكلون ما نسبته 4.6% من إجمالي تعداد سكان سوريا ، 
تعد مدينة درعا أكبر تجمّع سكانيّ في المحافظة بتعداد قدره (97,969) نسمة، تليها مدن: نوى بتعداد قدره (47,066) نسمة وطفس بتعداد قدره (32,236) نسمة وجاسم بتعداد قدره (31,683) نسمة وأنخل بتعداد قدره (31,258) نسمة  
، بلغ تعداد التجمّعات السكانيّة في محافظة درعا العام 2004 أكثر من 140 تجمّع سكنيّ ما بين مدينة وبلدة وبلديّة وحي وقرية ومزرعة.

## تجمعات محافظة درعا السكانية

### منطقة درعا
- ناحية مركز درعا: عتمان، درعا، كحيل، نصيب، النعيمة، صيدا، الطيبة، أم المياذن.
- ناحية بصرى الشام: أبو كاتولة، بصرى الشام، خربا، جمرين، معربة، ندى، سمج، صماد، السماقيات، طيسيا.
- ناحية خربة غزالة: علما، الغارية الشرقية، خربة غزالة، الغارية الغربية.
- ناحية الشجرة: درعا، أبو حارتين، القصير، العارضة، الشجرة، بيت أرة، عين ذكر، حيط، جملة، كويا، اللويحق، معرية، منشية كويا، مسيرتية، نافعة، سحم الجولان، الشبرق.
- ناحية داعل: إبطع، داعل.
- ناحية مزيريب: العجمي،  جلين، مزيريب ، نهج، الطبريات، طفس، تل شهاب، اليادودة، زيزون.
- ناحية الجيزة: غصم، الجيزة، المتاعية.
- ناحية المسيفرة: الكرك، المسيفرة، السهوة، أم ولد.

### منطقة الصنمين
- ناحية مركز الصنمين: أنخل، الصنمين، برقة، بصير، إيب، الحارة، جديا، الجسري، كفر شمس، خبب، كريم الشمالي، القنية، قيطة، سملين، تبنة، كريم الجنوبي، زمرين.
- ناحية المسمية: بلي، براق، بويضان، معرة البيضة، السمية، ساكرة، شعارة، الشقرانية، الشرائع، السويمرة، الطف، أم القصور، الزبيدية، سطح زهنان.
- ناحية غباغب: عالقين، عقربا، دير العدس، دير البخت، غباغب، جباب، كفر ناسج، كمونة، المال، منكت الحطب، منشية السبيل، موثبين، الطيحة.

### منطقة إزرع
- ناحية مركز إزرع: عاسم، بصر الحرير، البوير، حامر، إزرع، جدل، محجة، الملزومة، مسيكة، المطلة، المجيدل، مليحة العطش، النجيح، قيراطة، رويسات، شقرا، صور، الوراد، الزباير، الشومرة، معاوية.
- ناحية جاسم: جاسم، نمر.
- ناحية الحراك: المليحة الشرقية، الحراك، ناحتة، رخم، الصورة، المليحة الغربية.
- ناحية نوى: عدوان، الجبيلية، الناصرية، نوى، الشيخ سعد، السكرية.
- ناحية الشيخ مسكين: الدلي، الفقيع، نامر ، قرفا ، الشيخ مسكين ، السحيلية.
- ناحية تسيل: البكار ، البكار شرقي ، تسيل.

## وصلات خارجية
- وزارة الإدارة المحليّة السوريّة
- المركز الإحصائي السوري